# Морти Смит
Мо́ртимер «Мо́рти» Смит (англ. Mortimer «Morty» Smith) — один из главных героев американского комедийного мультсериала «Рик и Морти», внук Рика Санчеса, неуверенный в себе и параноидальный 14-летний подросток, ученик средней школы, образ которого основан на образе Марти Макфлая из научно-фантастической трилогии «Назад в будущее»[1]. Обладает весьма низкой самооценкой, частым чувством тревоги, стеснительностью, впечатлительностью и добродушностью, а также немного глуповат, в отличие от своего гениального дедушки-учёного Рика. В первых двух сезонах был влюблён в свою одноклассницу Джессику, позднее в некоторых сериях, таких как «Отдых и риклаксация» (англ. Rest and Ricklaxation), «Анатомический парк» (англ. Anatomy Park) и «Эпизод про чан с кислотой» (англ. The Vat of Acid Episode), он заводил отношения с другими девушками и в последующих сезонах уже не имел к ней интереса.
Совет Риков официально называет его «Морти Смит С-137», ссылаясь на первоначальное измерение его деда Рика «C-137». Настоящее измерение Морти - «34-C», в котором он больше не живёт, так как вместе с Риком несколько раз «переезжал в другие вселенные», например в эпизодах «Напиток Рика №9» (англ. Rick Potion No. 9) и «Мозговыносяшки Морти» (англ. Morty’s Mind Blowers). Первая книга комиксов «Рик и Морти» (включающая первые два тома серии) повествует о Рике и Морти из измерения «C-132», в то время как большинство последующих выпусков повествует о главных героев из «C-137». Видеоигра Pocket Mortys повествует о Рике и Морти из «C-123».

## История персонажа
Морти был создан Джастином Ройландом и Дэном Хармоном, которые впервые встретились на 101 канале в начале 2000-х годов. В 2006 году Ройланд создал «Реальные анимированные приключения Дока и Марти», короткий анимационный ролик, пародирующий персонажей «Назад в будущее» Эммета Брауна и Марти Макфлая, в котором уже были зачатки Рика и Морти. Идея мультсериала в форме пародии на Дока и Марти была принята в Adult Swim, и были разработаны идеи для общего сюжета, концепции и истории.

## Общая информация и характер
Морти 14 лет, он учится в средней школе Гарри Херпсона вместе со своей старшей сестрой Саммер. Морти страдает от излишнего беспокойства и легко подвергается стрессу, в основном из-за травмирующих его переживаний во время приключений с Риком. Дедушка и другие персонажи мультсериала, в том числе члены семьи, часто называют его идиотом. Но, по правде говоря, он умнее Рика с точки зрения понимания чувств людей и даже способен на мощный гнев и моральное возмущение, возражая против позиции и действий Рика.
Также особенностью Морти является его дефект речи в виде заикания, что, вероятнее всего, является следствием излишней неуверенности в себе, тревоги и беспокойства. В целом подросток имеет спокойное поведение, он обычно не совершает спонтанных безумных поступков, в отличие от своего деда Рика, но иногда может вести себя неадекватно из каких-либо побуждений, например, как в серии «Срань будущего: Прикзрак в мортпехах» (англ. Edge of Tomorty: Rick Die Rickpeat), в которой под действием кристалла, предсказывающего будущее, совершал различные правонарушения и другие безумные поступки с целью заиметь отношения с его возлюбленной Джессикой.

## Внешний вид
Во всех сериях персонаж стабильно ходит в жёлтой футболке, синих джинсах и белых кроссовках (ботинках), но в некоторых сериях может надевать другую одежду. Например, в серии «Отдых и риклаксация» он носил деловой костюм, пока находился в Нью-Йорке. Морти имеет короткую аккуратную стрижку и голову круглой формы.

## Отзывы
Персонаж был хорошо принят зрителями. VerbStomp описал Морти как «продукт родительского пренебрежения. Морти неумный, ненормальный […] и расстроенный, вероятно, из-за его травмирующих переживаний, когда он отправляется в новые миры с Риком».